# De Peyster
De Peyster è un comune degli Stati Uniti d'America, nella contea di St. Lawrence, nello Stato di New York.
Il nome deriva da quello di uno dei proprietari terrieri della regione, Frederick De Peyster.

## Storia
La cittadina fu fondata circa nel 1802.
Nel 1825 la località fu dichiarata come parte delle città di De Kalb e di Oswegatchie. La città avrebbe dovuto chiamarsi "Stilwell", ma in seguito si decise di chiamarla De Peyster nella speranza di ottenere alcuni benefici dal proprietario terriero.

## Geografia fisica

### Territorio
Secondo lo United States Census Bureau, la cittadina si estende per un'area totale di 116,8 km², di cui 5,3 km² costituiti da acque interne.
Il confine settentrionale del comune è dato dal fiume Oswegatchie, e più a ovest dal Black Lake. A sud-ovest ritroviamo il Mud Lake, mentre a sud-est il Beaver Creek. La Route 812 attraversa la parte settentrionale del comune, mentre la Route 184 la zona sudoccidentale.

## Popolazione
Stando al censimento del 2007, a De Peyster vivono 922 persone. La densità di popolazione è uguale a 7,89 ab./km².